# 本城太華
本城 太華（ほんじょう たいか）は、江戸時代後期の徳山藩士、儒学者。諱は訥。徳山藩の藩校・鳴鳳館で初代教授を務めた本城紫巌の長男で、太華も鳴鳳館の第4代教授を務める。家格は馬廻、禄高は50石。

## 生涯
安永4年（1775年）4月23日、徳山藩士・本城紫巌の長男として生まれる。太華の生まれた本城家は本城常光の流れをくむ。
寛政12年（1800年）、肥後国に遊学して熊本藩の高本紫溟の門下に入る。翌享和元年（1801年）には福岡藩の亀井南冥に師事し、享和2年（1802年）に徳山へ帰った。
享和3年（1803年）10月4日に父・紫巌が死去すると家督を相続し、徳山藩の藩校・鳴鳳館の句読師兼助訓導役に就任した。
文化3年（1806年）に江戸に勤め、文化4年（1807年）5月に帰国し、7月1日に訓導役に就任。文政3年（1820年）には助教に進んだ。
天保3年（1832年）に世子・毛利広篤（後の元蕃）の侍読となって元蕃の信頼を得、天保8年（1837年）に元蕃が藩主となって以後は大いに優遇された。また、天保5年（1834年）には死去した長沼采石の後任として、鳴鳳館の第4代教授役座取計に就任し、天保14年（1843年）12月まで務めた。太華は天性闊達・至誠にして、その学問は経詩に渡り、最も詩に長じた。また、40年間に渡って藩校に勤めて教学の刷新に力を注ぎ、後進の育成に努めて門下生から敬愛された。
弘化元年（1844年）10月29日、遺稿十数種を遺して死去。享年70。長男の暢は文政2年（1819年）に6歳で、次男の祐吉は天保7年（1836年）に19歳で死去していたため、姉のシゲと徳山藩士・江村正韶の次男である清が家督を相続した。